# Propiedades de las operaciones binarias
En álgebra las operaciones binarias internas en el conjunto A, o bien las aplicaciones de A x A en A:
{\displaystyle {\begin{array}{rccl}\odot :&A\times A&\longrightarrow &A\\&(a,b)&\longmapsto &c=a\odot b\end{array}}}
son las de mayor interés, porque se utilizan tanto en los sistemas numéricos más abstractamente, relaciones binarias en los sistemas algebraicos. Las operaciones gozan de ciertas propiedades, usadas con frecuencia en la axiomatización de los diversos sistemas matemáticos, en palabras de Birkhoff.

## Propiedades de una ley de composición interna
Dado un conjunto A no vacío y definida una aplicación de {\displaystyle A\times A} sobre A, donde a cada par ordenado (a,b) se le asigna un valor c de A, que representamos: {\displaystyle (A,\odot )}
{\displaystyle {\begin{array}{rccl}\odot :&A\times A&\longrightarrow &A\\&(a,b)&\longmapsto &c=a\odot b\end{array}}}
Pueden tener las siguientes propiedades:

### Conmutatividad
Dado un conjunto no vacío A, en el que se ha definido una ley de composición interna {\displaystyle \odot }, que se representa: {\displaystyle (A,\odot )}, se dice que {\displaystyle \odot } tiene la propiedad conmutativa en A si se cumple:
{\displaystyle \forall a,b\in A\;:\quad a\odot b=b\odot a}
Para todo a, b de A, se cumple que el resultado de operar a con b es igual al de operar b con a, la operación es conmutativa.
Del mismo modo podemos decir que la ley de composición interna {\displaystyle \odot }, no es conmutativa en A si:
{\displaystyle \exists a,b\in A\;:\quad a\odot b\neq b\odot a}
Si existe algún a, b en A, que cumple que el resultado de operar a con b es distinto de operar b con a, la operación no es conmutativa.

#### Ejemplos
- La adición en los conjuntos N, Z, Q, R, C (1)de los naturales, enteros, racionales, reales y complejos es conmutativa y se cumple que a+b = b+a, siendo a y b elementos de mismo cualquier conjunto indicado

- La multiplicación es conmutativa en cualquiera de los conjuntos (1).

- La división en Q*, racionales sin el cero, no es conmutativa; pues a:b≠ b:a, salvo para 1 y -1.
- el producto de dos matrices cuadradas de orden n no es conmutativo.

- El producto cartesiano de dos conjuntos no es conmutativo, AxB≠ BxA.

- La unión, la intersección y la diferencia simétrica de conjuntos son conmutativas. Los conjuntos se consideran como partes del conjunto universal.
- Lo mismo que la conjunción y la disyunción de proposiciones son conmutativas, dentro de la lógica proposicional bivalente.

### Anticonmutatividad
La operación {\displaystyle \odot } en A es anticonmutativa si:
{\displaystyle \forall a,b\in A\;:\quad a\odot b=-(b\odot a)}
Para todo a, b de A, se cumple que el resultado de operar a con b es igual al opuesto de operar b con a.

#### Ejemplo 1
Como ejemplo si en 3-E el espacio de vectores de tres componentes, decimos:
{\displaystyle \mathbf {i} =(1,0,0)\;,\quad \mathbf {j} =(0,1,0)\;y\quad \mathbf {k} =(0,0,1)}
se tiene con el producto vectorial {\displaystyle \times }:
{\displaystyle \mathbf {i} \times \mathbf {j} =\mathbf {k} }
y
{\displaystyle \mathbf {j} \times \mathbf {i} =-\mathbf {k} }
en general, para cualquier par de vectores a, b:
{\displaystyle \mathbf {a} \times \mathbf {b} =-(\mathbf {b} \times \mathbf {a} )}

#### Ejemplo 2
Para los enteros , se ve que la sustracción
{\displaystyle {\begin{array}{rccl}-:&Z\times Z&\longrightarrow &Z\\&(a,b)&\longmapsto &c=a-b\end{array}}}
es anticonmutativa, dado que:
{\displaystyle a-b=-(b-a)\;}

### Asociatividad
Sea A un conjunto no vacío y {\displaystyle \odot } una operación binaria en A, se dice que {\displaystyle (A,\odot )} es asociativa si, solo si:
{\displaystyle \forall a,b,c\in A\;:\quad (a\odot b)\odot c=a\odot (b\odot c)}
Para todo a, b, c de A se cumple que operando a con b y el resultado con c es igual a operar a con el resultado de operar b con c.
También se puede decir que la operación {\displaystyle \odot } no es asociativa si se cumple:
{\displaystyle \exists a,b,c\in A\;:\quad (a\odot b)\odot c\neq a\odot (b\odot c)}
Existen a, b, c en A que cumplen que operando a con b y el resultado con c es distinto de operar a con el resultado de operar b con c.

#### Ejemplos
- La adición y la multiplicación con números pares son asociativas.
- La sustracción en el conjunto Z de los enteros no es asociativa
- La adición en el conjunto Z[i] es asociativa
- el producto vectorial de vectores en el espacio R3 no es asociativo; esto es: (uxv)xw ≠ ux(vxw), donde u,v y w son vectores y x indica el producto vectorial.
- Si en el conjunto R de los reales definimos a*b = ab +a+b +1, * es asociativo en R. (α)

## Propiedades de dos leyes de composición interna
Dado un conjunto A no vacío y definidas dos aplicación de A por A sobre A, donde a cada par ordenado (a,b) se le asigna con la operación {\displaystyle \odot } un valor c de A y con la operación {\displaystyle \circledcirc } el valor d de A que representamos: {\displaystyle (A,\odot ,\circledcirc )}.
{\displaystyle {\begin{array}{rccl}\odot :&A\times A&\longrightarrow &A\\&(a,b)&\longmapsto &c=a\odot b\end{array}}\quad \quad {\begin{array}{rccl}\circledcirc :&A\times A&\longrightarrow &A\\&(a,b)&\longmapsto &d=a\circledcirc b\end{array}}}
Pueden tener las siguientes propiedades:

### Distributividad por la izquierda
Dado un conjunto A no vacío en el que se han definidos dos operaciones internas, que expresaremos {\displaystyle (A,\odot ,\circledcirc )}, se dice que la operación {\displaystyle \odot } es distributiva por la izquierda de {\displaystyle \circledcirc } si se cumple:
{\displaystyle \forall a,b,c\in A\;:\quad a\odot (b\circledcirc c)=(a\odot b)\circledcirc (a\odot c)}

#### Ejemplos
- Ejemplos el producto vectorial de vectores respecto de la suma de vectores ux(v+ w) =uxv + uxw
- Otro ejemplo: el producto de matrices respecto a la suma de matrices. M(N+Q)= MN + MQ.
- Es importante el orden de factor en la definición de R-módulos a izquierda.

### Distributiva por la derecha
Del mismo modo se dice que la operación {\displaystyle \odot } es distributiva por la derecha de {\displaystyle \circledcirc } si se cumple:
{\displaystyle \forall a,b,c\in A\;:\quad (a\circledcirc b)\odot c=(a\odot c)\circledcirc (b\odot c)}

#### Ejemplos
- Ejemplo el caso del producto de matrices que no es conmutativo. Se tiene (M+N)P= MP+ NP, la simple yuxtaposición indica el producto de matrices.
- La composición de funciones reales en un intervalo cerrado respecto de la suma de funciones: (f +g)ºh =fºh + gºh , donde f,g, h son funciones cualesquiera del caso señalado.

### Operación distributiva
Una operación {\displaystyle \odot } es distributiva sobre otra {\displaystyle \circledcirc } si es distributiva por la derecha y por la izquierda.

#### Ejemplos
- Los conjuntos numéricos gozan de la distributividad por ambos lados.
- Al definir un anillo se indican las dos formas distributivas

a(b+c) = ab +ac, por la izquierda; y por la derecha,  (b+ c)a = ba +ca.  Pues, al semigrupo multiplicativo no se exige la conmutatividad.
- Ver si se cumple a*(b+ c) = a*b + a*c siendo *  la operación definida en (α) y , + la suma usual en R.
- La multiplicación en un conjunto numérico ( por ejm. ℕ) respecto a la potenciación es distributiva por la derecha:  {\displaystyle (ab)^{n}=a^{n}b^{n}}
- La adición de funciones derivables es distributiva respecto a la derivación de funciones: Dx (f + g) = Dxf + Dxg
- La suma de funciones integrables es distributiva respecto de la integración. I( f+g) = If + Ig. Donde I = integral; f y g , funciones integrables.

## Elementos distinguidos

### Elemento neutro
Si se tiene el conjunto A, no vacío, provisto de una operación binaria {\displaystyle \odot }, que indicaremos: {\displaystyle (A,\odot )},
{\displaystyle {\begin{array}{rccl}\odot :&A\times A&\longrightarrow &A\\&(a,b)&\longmapsto &c=a\odot b\end{array}}}
diremos que el elemento e es el elemento neutro por la derecha si:
{\displaystyle \exists e\in A\;:\quad \forall a\in A\;:\quad e\odot a=a}
Se demuestra que si hay otro elemento neutro por la derecha e', tal que e'*a = a, e = e'; hecho que se conoce como unicidad del elemento neutro.
diremos que el elemento e es el elemento neutro por la izquierda si:
{\displaystyle \exists e\in A\;:\quad \forall a\in A\;:\quad a\odot e=a}
Se demuestra que si hay otro elemento neutro por la izquierda e', tal que a*e' = a, e = e'; hecho que se conoce como unicidad del elemento neutro.
Un elemento e es elemento neutro en {\displaystyle (A,\odot )} si es elemento neutro por la derecha y por la izquierda.
{\displaystyle \exists e\in A\;:\quad \forall a\in A\;:\quad e\odot a=a\odot e=a}

#### Ejemplo
- En los sistemas aditivos Z, Q, R de los enteros, racionales y reales el 0 cero es el elemento neutro aditivo. Esto es a+0= 0+ a =a.
- En los mismos sistemas, pero con la multiplicación, el 1 uno es el elemento neutro multiplicativo. a.1 = 1.a = a.
- En el conjunto de los racionales con la operación a*b = a+b +ab ,  el elemento neutro es 0.
- En el conjunto de las matrices cuadradas con la multiplicación, el elemento neutro es la matriz que tiene unos en la diagonal principal y los demás elementos son cero.
- En la composición de funciones de variable real, el elento neutro es la función I(x) = x para todo x.

### Elemento simétrico
Sea A un conjunto no vacío y {\displaystyle \odot } una operación binaria:
{\displaystyle {\begin{array}{rccl}\odot :&A\times A&\longrightarrow &A\\&(a,b)&\longmapsto &c=a\odot b\end{array}}}
Diremos que el elemento {\displaystyle a\,} de {\displaystyle A\,} tiene simétrico {\displaystyle {\overline {a}}} en {\displaystyle A} si:
{\displaystyle \forall a\in A\;:\quad \exists {\overline {a}}\in A\;:\quad a\odot {\overline {a}}={\overline {a}}\odot a=e}
donde e es el elemento neutro.
- El 2 es el simétrico de -2 en Z con la adición;  1/2 es el simétrico de 2 en Q* con la multiplicación . En el caso de los sistemas algebraicos aditivos, el simétrico se llama  opuesto o inverso aditivo, en el caso de los multiplicativos se llama: inverso multiplicativo.

### Elemento involutivo
Sea A un conjunto no vacío y {\displaystyle \odot } una operación binaria:
{\displaystyle {\begin{array}{rccl}\odot :&A\times A&\longrightarrow &A\\&(a,b)&\longmapsto &c=a\odot b\end{array}}}
Diremos que {\displaystyle d\in A} es elemento involutivo si:
{\displaystyle d\odot d=d}
- El 0 es elemento involutivo respecto a la suma en el conjunto Z de los números enteros:

{\displaystyle 0+0=0}
- el 0 y 1 son elementos involutivos respecto de la multiplicación en el conjunto Z de los enteros:

{\displaystyle 0\cdot 0=0\;,\quad 1\cdot 1=1}

### Elemento absorbente
Sea A un conjunto no vacío y {\displaystyle \odot } una operación binaria interna:
{\displaystyle {\begin{array}{rccl}\odot :&A\times A&\longrightarrow &A\\&(a,b)&\longmapsto &c=a\odot b\end{array}}}
Diremos que {\displaystyle s\in A} es Elemento absorbente si:
{\displaystyle \exists s\in A\;:\quad \forall a\in A\;:\quad s\odot a=a\odot s=s}
Se denomina así al elemento s de A, tal que para todo a de A se cumple que operado s con a es igual que operas a con s y el resultado es s.
- 0 es elemento absorbente un sistema numérico multiplicativo.

{\displaystyle \exists 0\in \mathbb {R} \;:\quad \forall x\in \mathbb {R} \;:\quad 0\cdot x=x\cdot 0=0}
- El conjunto vacío Ø es elemento absorbente para la intersección definida en el conjunto de partes de U.

{\displaystyle \exists \varnothing \subseteq U\;:\quad \forall A\subseteq U\;:\quad \varnothing \cap A=A\cap \varnothing =\varnothing }
- El conjunto universal U es elemento absorbente para la unión definida en el conjunto de partes de U.

{\displaystyle \exists U\subseteq U\;:\quad \forall A\subseteq U\;:\quad U\cup A=A\cup U=U}

## Operación inversa
Sea  A un conjunto con una operación binaria {\displaystyle (a,\odot )}:
{\displaystyle {\begin{array}{rccl}\odot :&A\times A&\longrightarrow &A\\&(a,b)&\longmapsto &c=a\odot b\end{array}}}
por lo que cabe la ecuación:
{\displaystyle \forall a,b\in A\,,\;\exists c\in A\;:\quad a\odot b=c}
Si:
{\displaystyle a\odot b=c}
Si A admite elementos simétricos, se define:
{\displaystyle a\odot b\odot {\overline {b}}=c\odot {\overline {b}}}
Agrupando:
{\displaystyle a\odot (b\odot {\overline {b}})=c\odot {\overline {b}}}
donde e es el elemento neutro:
{\displaystyle a\odot e=c\odot {\overline {b}}}
simplificando:
{\displaystyle a=c\odot {\overline {b}}}
La operación inversa sería {\displaystyle {\overline {\odot }}}
{\displaystyle a=c\,{\overline {\odot }}\,b}

### Ejemplo
- en el conjunto Z de los enteros, se tiene a + b = c. Así la sustracción simbolizada por - en Z, es una operación inversa de la adición en Z y por tanto a = c - b.
- En el Q*, racionales no nulos, cabe: a * b = c equivalentemente: a = c / b.
- Si hay operación binaria en S y existe elemento simétrico para cada a de S, según *, se puede definir una única operación inversa º de * en S. se exige la conmutatividad de * en S.

## Simplificación o cancelativa
Sea A con la operación * si a*b =a*c implica que b=c, se dice que se ha simplificado a por la izquierda. Y si de b*a =c*a se deduce b=c y se dice que se ha simplificado por la derecha. Si se puede simplificar por ambos lados se habla de simplificación o cancelación.  
- En el caso de la suma de números ( de cualquier naturaleza) a + b= a + c , cancelando a,  resulta b=c
- En el caso de los grupos es importante el orden. No todo grupo es conmutativo, para el caso, los grupos simétricos.

## Divisores del cero
Sea el conjunto A y la operación * , siendo a ≠ 0, b≠ 0 se deduce que a*b = 0 , se dice que a y b son divisores del 0.
- Hay matrices cuadradas de orden 2 no nulas cuyo producto es la matriz 0.

por ejemplo: siendo a, b, c y d números reales no todos nulos:
{\displaystyle {\begin{pmatrix}a&-a\\b&-b\end{pmatrix}}\cdot {\begin{pmatrix}c&d\\c&d\end{pmatrix}}={\begin{pmatrix}ac-ac&ad-ad\\bc-bc&bd-bd\end{pmatrix}}={\begin{pmatrix}0&0\\0&0\end{pmatrix}}}
Del mismo modo tenemos:
{\displaystyle {\begin{pmatrix}a&a\\b&b\end{pmatrix}}\cdot {\begin{pmatrix}c&d\\-c&-d\end{pmatrix}}={\begin{pmatrix}ac-ac&ad-ad\\bc-bc&bd-bd\end{pmatrix}}={\begin{pmatrix}0&0\\0&0\end{pmatrix}}}
- En el conjunto Z[6]= {0,1,2,3,4,5} de los restos módulo 6 con la multiplicación * de restos, resulta 2*3=0.
- Sean las funciones reales:  f / f(x) =0 si x≥0 y f(x)=1 en otro caso, g(x)= 1 si x≥0 y g(x) =0 en otro caso; tanto f y g no son nulas pero sí su producto θ(x) = 0 para todo x real.
- Sea el conjunto Z[4] = {0,1,2,3} de los restos módulo 4; con la adición tenemos que en este caso 2+2 = 0. De modo que no siempre "dos más dos dan cuatro".